# Lagerhalle der Tropical Fruit Company
Die ehemalige Lagerhalle der Tropical Fruit Company befindet sich am Sir John Rogerson's Quay (30-32) in Dublin, Irland. Das Gebäude wurde in den 1890er Jahren erbaut und ist denkmalgeschützt. Die Denkmalnummer aus dem Record of Protected Structures des Dublin City Council's ist die Nummer 7548. Die zwei auffälligen Dachgiebel der Lagerhalle sind den Kais zugewandt. Zwei Schlusssteine des Gebäudes stammen von der ehemaligen Carlisle-Brücke, da diese für die 1880 sanierte heutige O'Connell-Brücke zu groß waren. Die geretteten Schlusssteine der Brücke sind in der Lagerhalle verbaut worden und repräsentieren den Atlantik und Anna Livia.